# Gerhard Kowalewski
Gerhard Kowalewski   (Stary Jarosław, 27 de març de 1876 - Gräfelfing, 21 de febrer de 1950) va ser un matemàtic alemany.

## Vida i Obra
Kowalewski va estudiar a les universitats de Königsberg, Greifswald i Leipzig. en aquesta darrera es va doctorar el 1898 sota la supervisió de Sophus Lie. El 1899 va obtenir l'habilitació per la docència a Leipzig, on va començar per ser assistent. Va exercir des del 1901 com a professor associat a la universitat de Greifswald i des del 1905 a la universitat de Bonn. El 1910 va ser nomenat professor titular de la universitat Alemanya de Praga i des del 1920 de la Universitat Tècnica de Dresden de la qual va ser rector el 1935-1937.
Des de maig del 1933 va ser militant del partit nazi NSDAP, tenint diverses responsabilitats en la seva organització. Potser aquesta afiliació va ser important per al seu nomenament com a rector a Dresde tot i que va caure en desgràcia ben aviat, arribant a ser imputat per infidelitat al règim. Malgrat el seu conservadorisme i nacionalisme radicals, sembla que va donar suport a la promoció de les dones en l'àmbit de les matemàtiques, cosa poc habitual en aquell temps.
El 1939 va tornar a Praga, tot i que sembla que només va donar classes els anys 1940 i 1941 i on tampoc consta que donés cap ajuda als seus col·legues Georg Pick i Ludwig Berwald, morts tos dos en camps de concentració. El final de la guerra i la derrota nazi van posar fi al seu treball el 1945 i es va retirar a viure als afores de Múnic. A partir de 1946 encara va poder donar algunes classes a la Philosophisch-theologische Hochschule Regensburg i a la Universitat Tècnica de Múnic.
El 1950, poc després de la seva mort, es va publicar la seva autobiografia amb el títol Bestand und Wandel: Meine Lebenserinnerungen zugleich ein Beitrag zur neueren Geschichte der Mathematik (Persistència i canvi: Memòries i aportacions a la història recent de les matemàtiques), en la que dibuixa una viva imatge (potser una mica idíl·lica) dels matemàtics i altres científics del seu entorn i de les relacions socials, universitàries i polítiques en què estaven implicats.
Kowalewski va dedicar bona part de les seves recerques a la determinació de tots els grups primitius de {\displaystyle n} variables. També va escriure llibres de text molt útils de càlcul diferencial i integral, de teoria de determinants i de geometria analítica.